# Pere Riera i Riquer
Pere Riera i Riquer (Esplugues de Llobregat, Baix Llobregat, 1862 — Barcelona, 1938) fou un poeta català.
Col·laborà a la revista Joventut. Era amic de Jeroni Zanné i de Josep Pin i Soler, i col·laborà amb aquest al llibre Sonets d'uns i altres (1904). Publicà les obres: Poesies (1927) i Amor foll, amatent, dolç (1934), i una sèrie de sonets seus foren recollits a la col·lecció "Lectura Popular".